# 新潟交通モハ10形電車

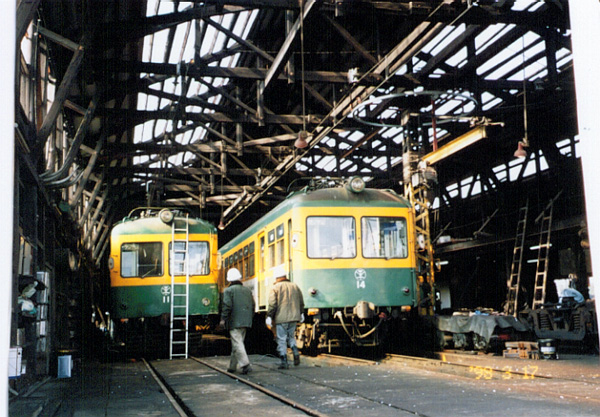
新潟交通モハ10形

新潟交通モハ10形電車（にいがたこうつうモハ10がたでんしゃ）は、かつて新潟交通電車線で1999年の廃線まで使用されていた新潟交通の通勤形電車。1960年代に車体の近代化のために在来車の機器を流用して製造された、いわゆる「日車標準車体」の一つとして知られる。
本稿では同形車であるモハ18形電車、モハ19形電車、モハ20形電車、モハ24形電車についても記述する。

## 概要
電車線で使用されていた車両を大型化・近代化するため、モハ11形・モハ17形などの機器と日本車輌製造製の新造車体を組み合わせて、1960年から1969年の間にモハ10形11・12・14（2代）、モハ18形18（2代）、モハ19形19、モハ20形21、モハ24形24・25の8両が製造された。車番と登場順序の間に関連性はない。
車体は細部が個体によって異なるが、いずれも屋上の白山前駅・東関屋駅寄りにパンタグラフを装備し、側面の窓配置d2D6D2d（dは乗務員室扉、Dは客用扉、数字は扉の間の窓の数を表す）の両運転台、側面片開き2扉、 側窓は上段固定・下段上昇式で上段がHゴムで固定されたいわゆる「バス窓」の17m級の車両である。これは日車標準車体の特徴となっており、岳南鉄道や松本電気鉄道に納入されたものも同様だが、前記2社のものは前面が3枚窓の貫通型、旅客用ステップレスであるのに対し、新潟交通のものは前面が2枚窓の非貫通型、旅客用ステップ付となっている点が異なる。

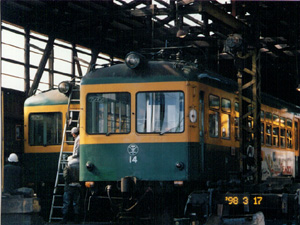
モハ10形14
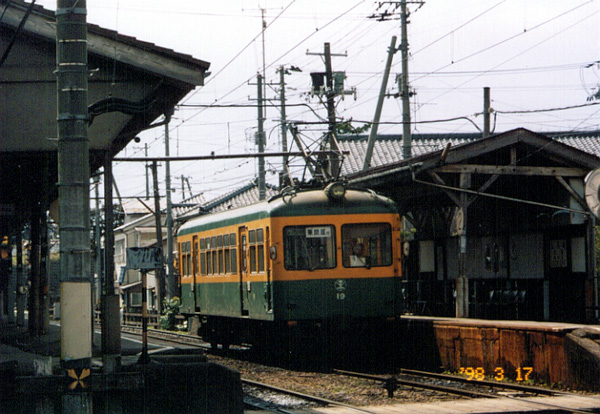
モハ19形
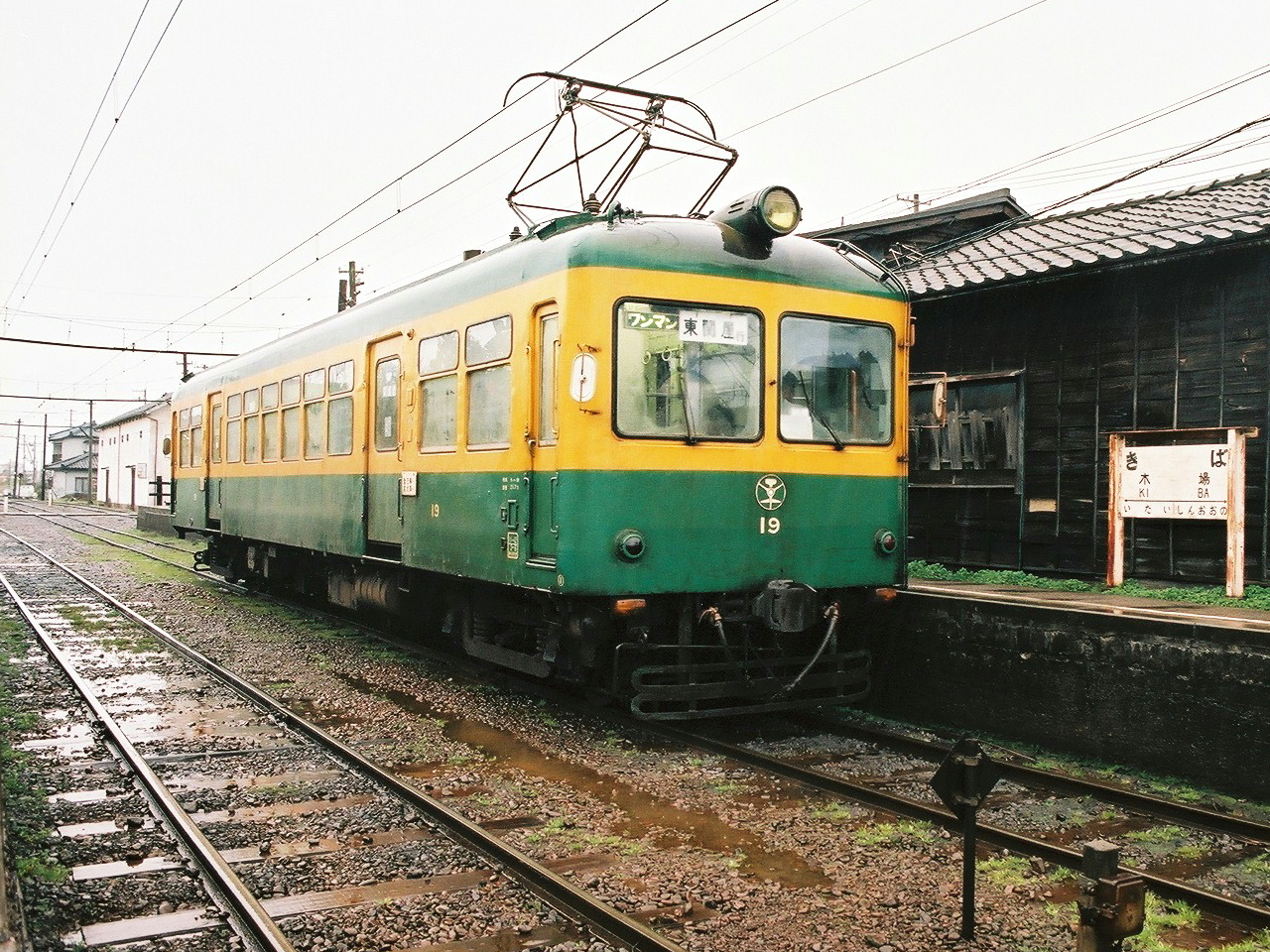
モハ19形
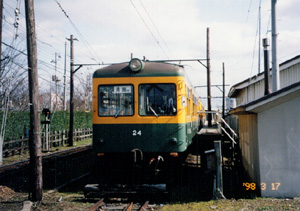
モハ24形

### モハ10形
1933年に電車線の前身である新潟電鉄が開業した時に新造したモハ11形11・12・14（初代）の改造名義で、更新時期は11が1966年12月、12が1968年12月、14が1963年12月。なお、14は床が木製であった。

### モハ18形
宮城電気鉄道の買収国電クハ6300を1956年に譲受したクハ38の改造名義で、1962年12月に手持ちの機器を流用して更新するとともに電装化されている。床は木製。

### モハ19形
東武鉄道からデハ6を1948年に譲受したモハ19（初代）の改造名義で、1960年10月に更新された。本項各形式の中で最初の更新車である。床は木製。

### モハ20形
モハ11形13の改造名義で、更新時期は1967年12月。

### モハ24形
24は東武鉄道からデハ7を1947年に譲受したモハ17の改造名義、25は1935年に製造されたモハ11形15の機器流用だが新造名義で、いずれも1969年12月製。本項各形式の中で最後に登場した。

## 変遷
8両が揃った1969年（昭和44年）以降、モハ2220形が入線する1985年（昭和60年）までの間、電車線ではモハ16以外の電動車は本項の5形式8両のみであり、同線の主力となった。1981年（昭和56年）に列車無線の取り付け、翌1982年（昭和57年）にワンマン運転対応改造がされた。単行、またはクハ45形などの制御車を連結しての2両編成で使用されていたが、輸送量が減少した晩年、特に1993年（平成5年）の月潟駅 - 燕駅間廃線以降は制御車がクハ46の1両のみとなっていたため、単行運転の機会が多くなり、2両編成時は本項各形式相互間の連結が多くなった（なお、この場合は2両のうち1両は付随車扱いとなる）。
1998年（平成10年）6月に検査期限切れで休車となった14を除いて翌1999年（平成11年）4月4日の東関屋駅 - 月潟間最終営業日まで使用され、翌4月5日の電車線全線廃止に伴い全車廃車となった。なお、11が同日東関屋駅から月潟駅へ自走で回送され、そのまま同地でキ116・モワ51とともに静態保存されている。
他の7両は東関屋駅跡に留置されていたが、腐食が進みその後2003年（平成15年）3月に同駅に留置されていた車両とともに解体された。
旧月形駅舎と静態保存された車両は、ボランティア団体のかぼちゃ電車保存会が管理してきた。2022年（令和4年）10月には、車両移動機でモハ11を牽引させ、廃線後23年ぶりに乗客を乗せて走るイベントを実施。人気のイベントになったが、同時に車両の老朽化が明らかになった。2025年（令和7年）、旧月潟駅に静態保存されていたモハ11がモワ51、キ116とともに修復された。